# 더원트강 (태즈메이니아주)

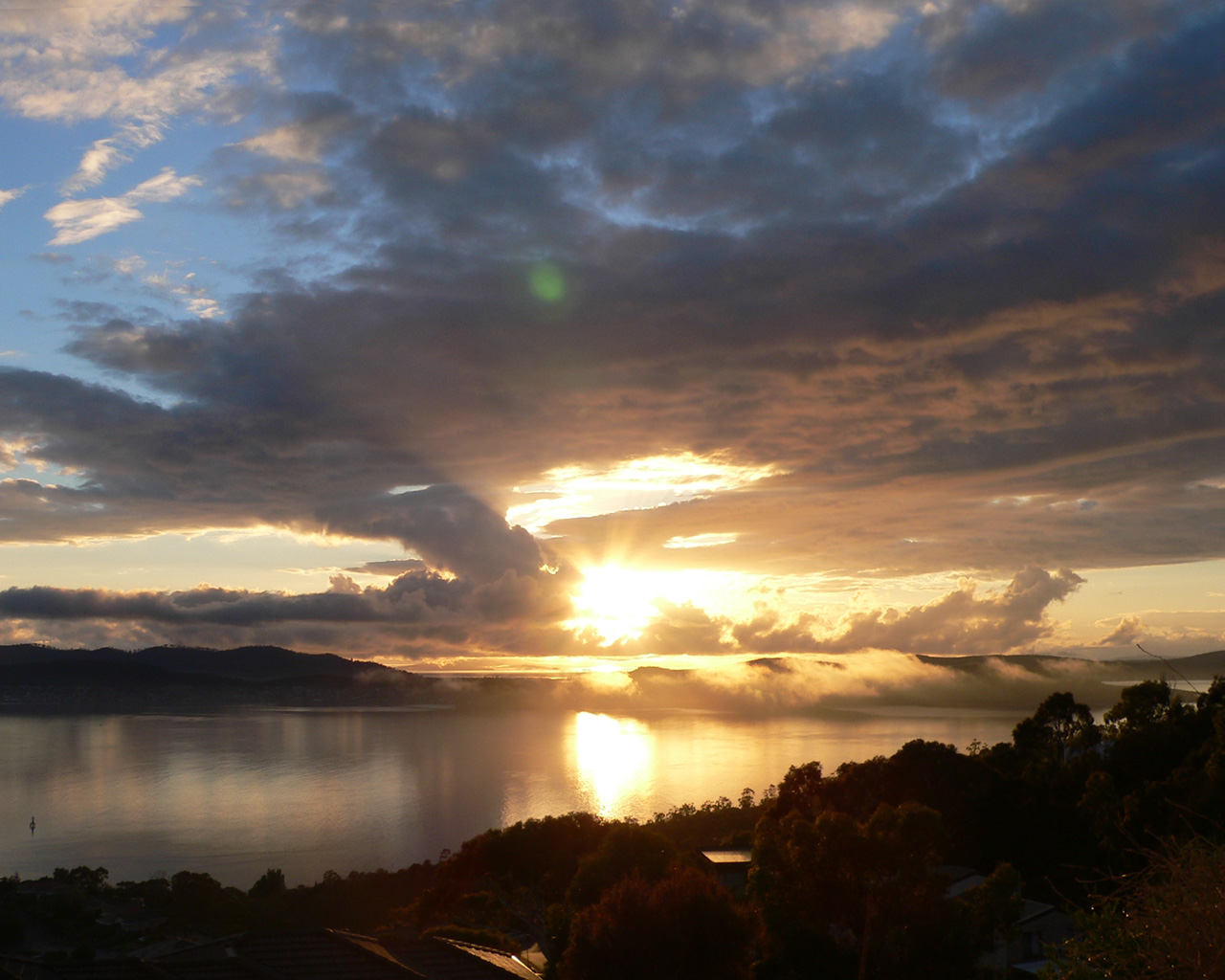
더원트 강

더원트강(River Derwent)은 오스트레일리아 태즈메이니아주의 태즈메니이아섬을 흐르는 강이다.